# Aminopenicilline
Aminopenicilline sind Arzneistoffe, die als Antibiotika eingesetzt werden. Sie sind durch das Anfügen einer Aminogruppe an den Benzylrest des Penicillins gekennzeichnet. Diese chemische Modifikation führt zu einer Erweiterung des Wirkungsspektrums. Die wichtigsten Vertreter der Aminopenicilline sind Amoxicillin und Ampicillin.
Aminopenicilline sind nicht β-Lactamasen-stabil. Ihre Wirksamkeit gegenüber grampositiven Bakterien beträgt nur etwa die Hälfte bis ein Fünftel der des Benzylpenicillins, allerdings sind sie etwa vier- bis zehnmal stärker gegen gramnegative Keime wirksam. Aminopenicilline gelten als gut verträglich und können auch peroral eingesetzt werden.
Aminopenicilline sind:
- Amoxicillin
- Ampicillin
- Bacampicillin
- Pivampicillin
- Sultamicillin

Acylaminopenicilline sind chemisch ähnlich, haben jedoch durch eine Erweiterung des Spektrums auch eine Wirkung bei gramnegativen und anaeroben Bakterien.